# Вельяминова, Вера Николаевна
Вера Николаевна Вельями́нова (26 марта 1926, Ленинград — 12 ноября 2017, Санкт-Петербург) — советская и российская актриса, артистка [[Александринский театр|Александринского театра. Заслуженная артистка РСФСР (1982).

## Биография
Родилась 26 марта 1926 года в Ленинграде. Двоюродная сестра Петра Вельяминова. Блокадница.
Окончила Ленинградский театральный институт им. А. Н. Островского (1952, курс Е. И. Тиме). Получила направление в ЛАТД имени А. С. Пушкина, в котором играла ещё в студенческие годы.
Разноплановая актриса без определённого амплуа с хорошими вокальными данными.
Начиная с 1954 года играла в спектаклях ведущие и главные роли (всего — более 80).
Числилась в труппе до последних дней жизни (65 лет).
Умерла 12 ноября 2017 года в Санкт-Петербурге.

## Награды и звания
- заслуженная артистка РСФСР (1982).
- медаль «За оборону Ленинграда»
- медаль «За освоение целинных земель»
- медаль ордена «За заслуги перед Отечеством» II степени (17.4.2006).

Некоторые роли:
- Маша («Живой труп» Л. Толстого, 1954)
- Фрези Грант («Бегущая по волнам» А. Грина, 1960)
- Паула («Перед заходом солнца» Г. Гауптмана, 1962)
- Мария Тюдор в одноименной пьесе В. Гюго, 1964
- Эвридикка — «Антигона» Софокла, 1968
- Василиса Премудрая («Живи и помни» В. Распутина, 1980)
- Василиса Егоровна («Капитанская дочка» А. С. Пушкина, 1984)
- Мачеха («Золушка» Е. Шварца, 1988)
- Фоминишна («Свои люди — сочтемся!» А. Островского, 1990)
- Атаманша («Горя бояться — счастья не видать», 1994)
- Леди Джедберг («Веер леди Уиндермир» О. Уайльда, 1998).

Список ролей: https://web.archive.org/web/20171114093626/http://alexandrinsky.ru/o-teatre/truppa/velyaminova-vera-nikolaevna/